# Dorfkirche Gottberg

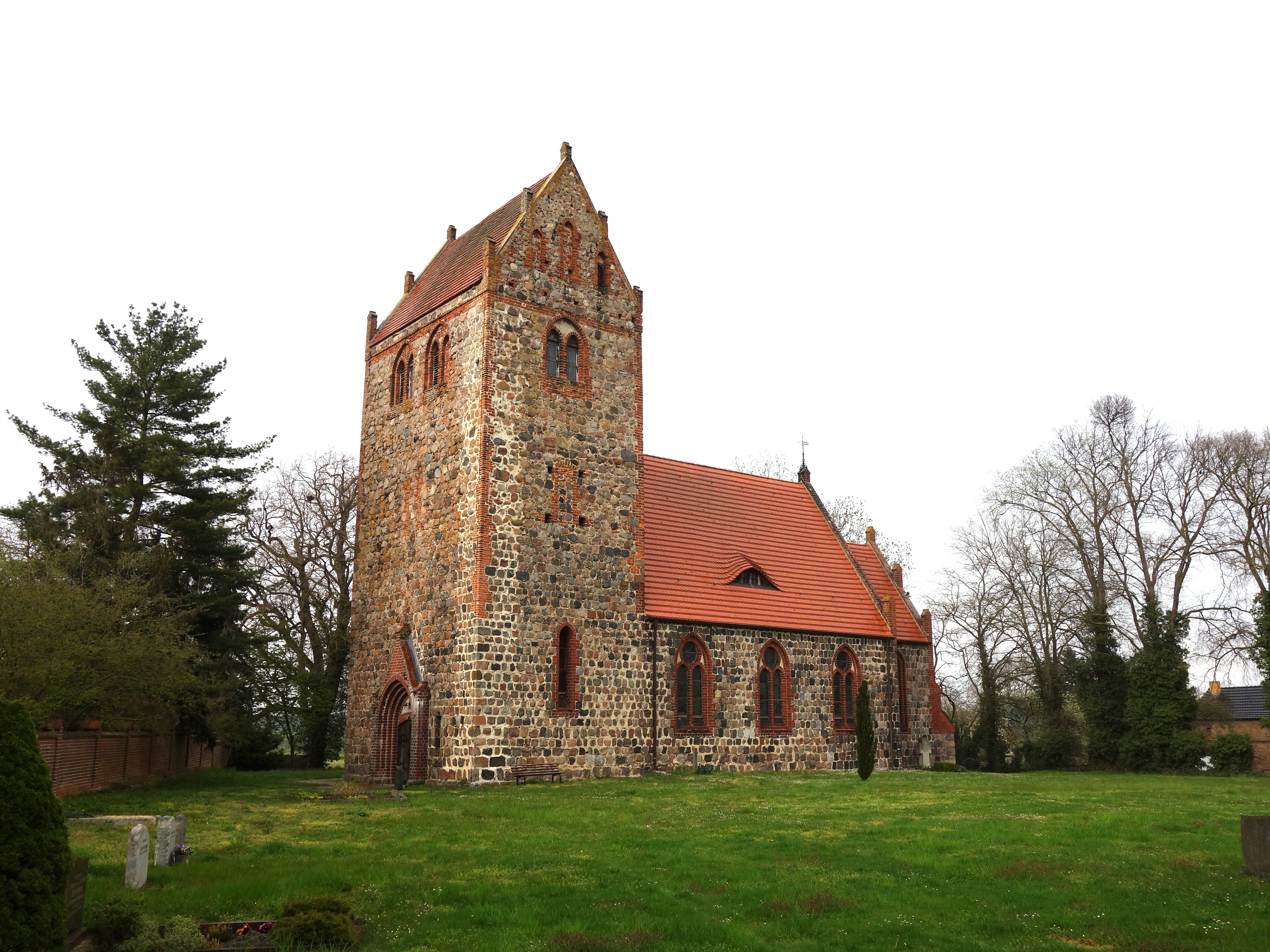
Dorfkirche Gottberg von Norden, im Vordergrund das Gefallenendenkmal (Aufnahme 2014)

Die Dorfkirche Gottberg ist eine evangelische Kirche im Märkisch Lindener Ortsteil Gottberg im Landkreis Ostprignitz-Ruppin in Brandenburg. Die Kirche ist ein Baudenkmal.

## Beschreibung und Geschichte
Die Saalkirche ist ein im 13. Jahrhundert errichteter rechteckiger Feldsteinbau. Der breite Westturm weist ein quer gestelltes Satteldach mit Schildgiebeln und Zierfialen auf. Von den im Turm hängenden drei Glocken stammt die kleinste aus dem Jahr 1570.

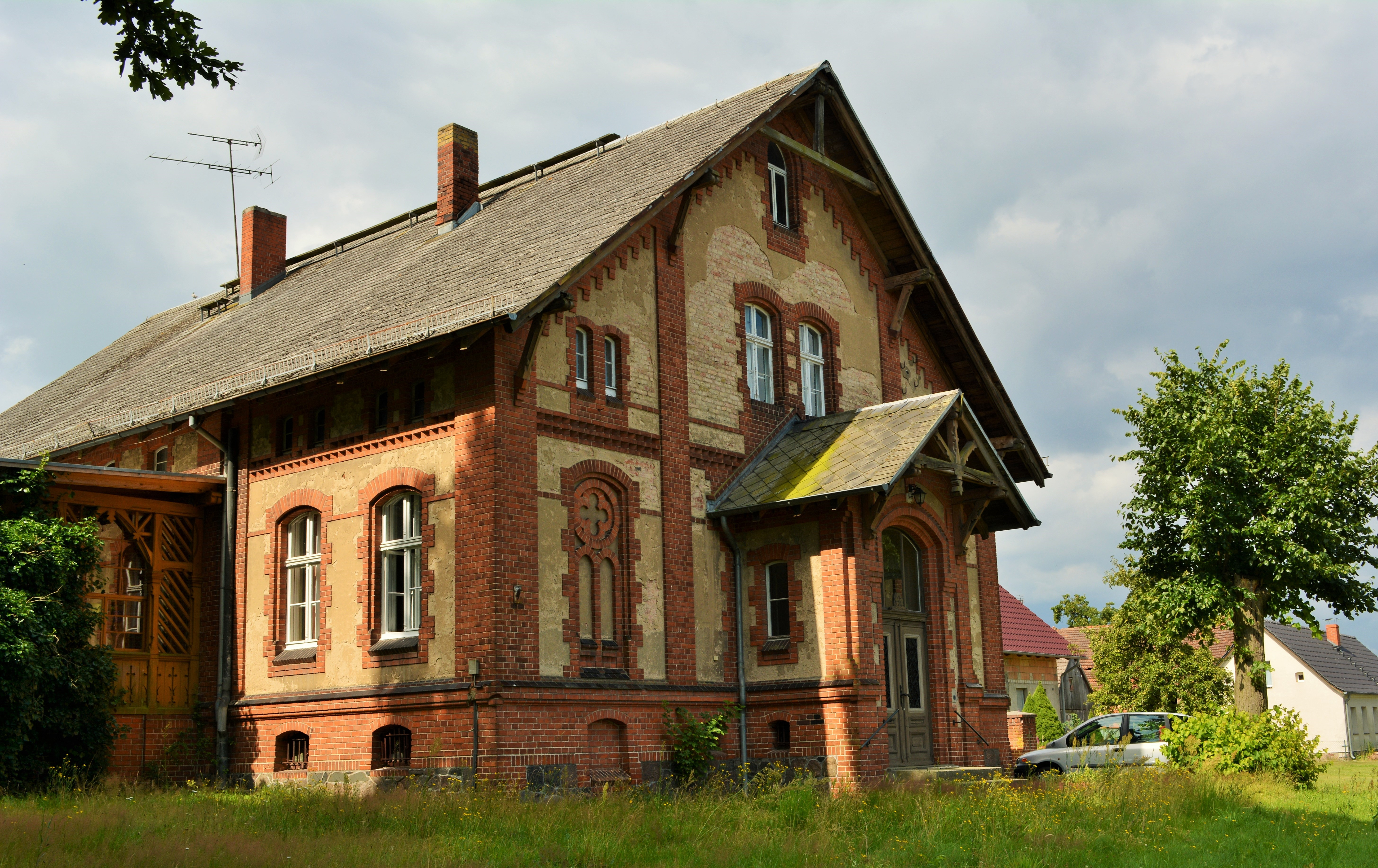
Pfarrhaus Gottberg (Aufnahme 2014)

1638 wurde die Kirche stark verwüstet. 1733 wurde die Kirche restauriert, wovon im Innern eine Inschrift an der Orgelempore zeugt. Der Westturm erhielt seine obersten Geschosse. 1902 erfolgte ein Umbau und die Erweiterung um einen Choranbau. 
Im Kircheninnern befindet sich ein barocker Kanzelaltar und ein farbig gefasster hölzerner Taufengel mit Schale aus dem Jahre 1701. Die Kanzel wurde durch eine Kopie ersetzt, das Original befindet sich seit etwa 1900 im Märkischen Museums in Berlin. Die Orgel von 1902 stammt aus der Orgelbauwerkstatt von Albert Hollenbach in Neuruppin.

## Gefallenendenkmal
Auf dem Kirchhof befindet sich ein Gefallenendenkmal, das von Ernst Harrich aus Berlin entworfen und am 24. Juli 1921 eingeweiht wurde. Das Denkmal erinnert an Gefallene des Ersten Weltkriegs sowie der Befreiungskriege von 1813 bis 1815 und des Deutsch-Französischen Kriegs von 1870/71. Es steht unter Denkmalschutz.